# Zsuzsa Körmöczy
Zsuzsa Körmöczy (Budapest, 25 agosto 1924 – Budapest, 16 settembre 2006) è stata una tennista ungherese.

## Biografia
Nata il 25 agosto del 1924 vinse gli Open di Francia (singolare femminile) nel 1958 battendo in finale Shirley Bloomer con il punteggio di 6-4, 1-6, 6-2. L'anno successivo giunse in finale nella stessa competizione ma fu sconfitta da Christine Truman che si impose con un 6-4, 7-5.
Dopo aver perso una prima volta la finale nel 1956 contro Althea Gibson, vinse gli Internazionali d'Italia del 1960 battendo nell'atto conclusivo Ann Haydon-Jones per 6-4, 4-6, 6-1.
Per quanto riguarda il ranking, rientrava fra le migliori dieci negli anni 1953, 1955, 1956 e dal 1958 sino al 1961, la massima posizione raggiunta fu la numero due.

## Riconoscimenti
- Sportiva ungherese dell'anno, 1958